# فسفاتیدیل‌اینوزیتول ۴-فسفات
فسفاتیدیل‌اینوزیتول ۴-فسفات (انگلیسی: Phosphatidylinositol 4-phosphate) مولکول پیش‌ساز فسفاتیدیل‌اینوزیتول (۴٬۵) بیس‌فسفات است که به وفور در دستگاه گلژی یافت می‌شود.
در دستگاه گلژی این مولکول به نوعی جی‌پروتئین و یک مولکول اثرگذار دیگر متصل می‌شود و با هم پروتئین‌هایی را که باید به غشای سلولی منتقل شوند، به کار می‌گیرند. در حال حاضر شواهدی وجود دارد که فسفاتیدیل‌اینوزیتول ۴-فسفات قادر به تغییر شکل سیستم‌های لیپیدی به مجموعه‌های مولکولی محکم انحنادار است، و عملکرد با رفتار مشابه مشاهده شده در فسفاتیدیل‌اینوزیتول مطابقت دارد.